# مهاجم مقبره
مهاجم مقبره (به انگلیسی: Tomb Raider) یک بازی ویدئویی فرانچایز، می‌باشد که همچنین شامل: کتاب‌های کمیک، رمان، تم‌های مختلف و فیلم‌های سینمایی است؛ که همگی این‌ها متمرکز با شخصیت اصلی آن یعنی لارا کرافت، که یک باستان‌شناس است، در کل داستان و ماجراجویی‌های آن می‌باشد.
نخستین سری از پنج قسمت این بازی، توسط موتور کور دیزاین توسعه داده شد. در حالی که کریستال داینامیکس آخرین موتور برای سری چهارم آن بود. بازی پنجم آن نیز ساخته شد و مورد استقبال بسیاری از گیمرهای دنیا قرار گرفت و تنها پس از ۲ روز عرضه آن، ۱ میلیون بار دانلود شد. از فیلم‌های تولید شده آن می‌توان به دو فیلم: لارا کرافت: مهاجم مقبره و لارا کرافت مهاجم مقبره: گهواره حیات، با بازی آنجلینا جولی بازیگر آمریکایی در نقش لارا کرافت اشاره کرد. این برای نخستین بار بود که ۲ فیلم اقتباسی شده از بازی‌های ویدئویی آن پا به عرصه در ایالات متحده و پس از آن در سراسر جهان گذاشته‌است.
اولین نسخه از این بازی با عنوان توم ریدر در سال ۱۹۹۶ منتشر شد و بازیگر آن زن بود، که آن را به یک مجموعه فرانچایز سودآور مرتبط با رسانه‌ها تبدیل کرده‌است و لارا تبدیل به یک نماد عمده صنعت مجازی بازی‌های رایانه‌ای شد. در سال ۲۰۰۶، لارا کرافت عنوان رکورد دار بازی‌ها و کتاب گینس شد و از جمله آن را با عنوان «موفق‌ترین قهرمان بازی‌های مجازی بشر تاکنون» دانستند.

## نسخه‌های منتشر شده
- توم ریدر
- توم ریدر ۲: لارا بر می‌گردد
- توم ریدر ۳: ماجراهای لارا کرفت
- توم ریدر ۴
- توم ریدر ۵
- توم ریدر: فرشتهٔ تاریکی
- توم ریدر: افسانه
- توم ریدر: سالگرد (در سالگرد دهمین سال انتشار نسخه اول بازی و با همان داستان منتشر شد)
- توم ریدر: دنیای زیرین
- توم ریدر ۲۰۱۳
- قیام توم ریدر
- سایه توم ریدر

## تاریخچه لوگوهای بازی

تصویر بالایی مربوط به لوگوی بازی از سال ۱۹۹۶ تا ۲۰۰۰ می‌باشد، تصویر پایینی مربوط به لوگوی بازی در سال ۲۰۱۰ می‌باشد.
و این تصویر مربوط به لوگوی بازی در سال ۲۰۱۳ می‌باشد.